# Initiative populaire « Droits égaux pour les personnes handicapées »
L'initiative populaire « Droits égaux pour les personnes handicapées » est une initiative populaire suisse, rejetée par le peuple et les cantons le 18 mai 2003.

## Contenu
L'initiative propose d'ajouter un article 4bis à la Constitution fédérale à la fois pour interdire toute discrimination « du fait notamment de son origine, de sa race, de son sexe, de sa langue, de son âge, de sa situation sociale, de son mode de vie, de ses convictions religieuses, philosophiques ou politiques ou du fait d'une déficience corporelle, mentale ou psychique » et également pour éliminer ou corriger les inégalités envers les personnes handicapées.
Le texte complet de l'initiative peut être consulté sur le site de la Chancellerie fédérale.

## Déroulement

### Contexte historique
Pendant les débats parlementaires sur la mise à jour de la Constitution, une discussion a lieu sur l'opportunité d'y introduire une disposition prescrivant expressément l'égalité de traitement pour les personnes handicapées ; après plusieurs mois de débat, cette idée est cependant abandonnée. Dans le même temps, le conseiller national Marc Suter dépose le 5 octobre 1995 une initiative parlementaire intitulée « Traitement égalitaire des personnes handicapées » qui débouche, à l'automne 1999, sur une procédure de consultation lancée par le Conseil fédéral et portant sur l'égalité des personnes handicapées.
Enfin, toujours sur la même période, un référendum est lancé contre la modification du 26 juin 1998 de l'assurance-invalidité qui supprime environ un quart des rentes pour invalides ; cette modification est refusée en votation le 13 juin 1999, veille du dépôt de l'initiative. Celle-ci est lancée sur le constat, fait par les initiants, que « 70 à 80 % des bâtiments ouverts au public ne sont pas accessibles aux personnes handicapées ».

### Récolte des signatures et dépôt de l'initiative
La récolte des 100 000 signatures nécessaires débute le 4 août 1998. Le 15 juin de l'année suivante, l'initiative est déposée à la Chancellerie fédérale, qui constate son aboutissement le 4 août.

### Discussions et recommandations des autorités
Le Parlement et le Conseil fédéral recommandent le rejet de l'initiative. Dans son message aux Chambres fédérales, le gouvernement ne remet pas en cause l'objectif que poursuit l'initiative ; il s'élève par contre contre la garantie d'accès aux constructions ou de recours aux prestations qui figure également dans le texte et qui, selon le Conseil fédéral, aurait « des conséquences financières considérables pour les particuliers et les sociétés privées concernés ainsi que pour les collectivités publiques », sans délai d'adaptation.
Le gouvernement propose un contre-projet indirect à l'initiative sous la forme d'une loi sur l'égalité pour les handicapés (LHand), qui garantit un droit d'accès aux handicapés à tous les bâtiments publics nouvellement construits ou devant être rénovés ; la loi prévoit également un délai de 20 ans pour aménager les transports publics afin de les rendre accessibles aux personnes handicapées. Acceptée par le Parlement, cette loi entre en vigueur le 1er janvier 2004.
Les recommandations de vote des partis politiques sont les suivantes : 
| Parti politique              | Recommandation |
| ---------------------------- | -------------- |
| Démocrates suisses           | non            |
| Parti chrétien-conservateur  | non            |
| Parti chrétien-social        | oui            |
| Parti démocrate-chrétien     | non            |
| Parti évangélique            | oui            |
| Parti libéral                | non            |
| Parti de la liberté          | non            |
| Parti radical-démocratique   | non            |
| Parti socialiste             | oui            |
| Parti suisse du travail      | oui            |
| Union démocratique du centre | non            |
| Union démocratique fédérale  | non            |
| Les Verts                    | oui            |

### Votation
Soumise à votation le 18 mai 2003, l'initiative est refusée par 17 6/2 cantons (soit tous à l'exception des cantons du Tessin, de Genève et du Jura) et par 62,3 % des suffrages exprimés. Le tableau ci-dessous détaille les résultats par canton :